# Henrardia persica
Henrardia persica là một loài thực vật có hoa trong họ Hòa thảo. Loài này được (Boiss.) C.E.Hubb. mô tả khoa học đầu tiên năm 1946.